# Poospiza caesar
Poospiza caesar е вид птица от семейство Тангарови (Thraupidae).

## Разпространение
Видът е разпространен в Перу.